# 二木麻里
二木 麻里（ふたき まり、1960年 - ）は、日本の翻訳家、著述家。ウェブサイト「アリアドネ」主宰。

## 略歴
1960年、東京に生まれる。上智大学外国語学部卒、東京大学大学院学際情報学府博士課程単位取得退学。和光大学非常勤講師。
1995年10月に人文系リソースサイト「アリアドネ」を開設、メールマガジンの発行やメーリングリストを主宰した。

## アリアドネ
アリアドネは「WWW Virtual Library」や「Voice of the Shuttle」といったサイトを参考に、1995年10月に開設された人文系資料へのリンクサイトで、“サーチエンジンでは探せないリソースを探し出せるリスト”を意図したものである。名称はギリシア神話のアリアドネに由来する。2010年代半ばに更新停止している。

## 著書・編書
- 『調査のためのインターネット』（アリアドネ編、筑摩書房、ちくま新書） 1996.9　ISBN 448005684X
- 『思考のためのインターネット - 厳選サイト八〇〇』（アリアドネ編、筑摩書房、ちくま新書） 1999.8　ISBN 4480058133
- 『徹底活用「オンライン読書」の挑戦』（津野海太郎共編著、晶文社） 2000.8　ISBN 4794964501
- 『書くためのデジタル技法』（中山元共著、筑摩書房、ちくま新書） 2001.11　ISBN 4480059202

## 訳書
- 『殺人狂時代の幕開け』（コリン・ウィルソン、中山元共訳、青弓社） 1994.8　ISBN 4787230905
- 『情熱の殺人』（コリン・ウィルソン、中山元共訳、青弓社） 1994.8　ISBN 4787230913
- 『殺人の迷宮』（コリン・ウィルソン、中山元共訳、青弓社） 1994.9　ISBN 4787230921
- 『猟奇連続殺人の系譜』（コリン・ウィルソン、中山元共訳、青弓社） 1994.9　ISBN 478723093X
- 『ポパーとウィトゲンシュタインとのあいだで交わされた世上名高い一〇分間の大激論の謎』（デヴィッド・エドモンズ（英語版）, ジョン・エーディナウ、筑摩書房） 2003.1　ISBN 4480847154
  - のちちくま学芸文庫 2016.12　ISBN 4480097597
- 『死を生きながら - イスラエル1993-2003』（デイヴィッド・グロスマン、みすず書房） 2004.4　ISBN 4622070901
- 『オンディーヌ』（ジロドゥ、光文社、光文社古典新訳文庫） 2008.3　ISBN 4334751520
- 『夜間飛行』（サン＝テグジュペリ、光文社、光文社古典新訳文庫） 2010.7　ISBN 4334752071
- 『サイード音楽評論 1』（エドワード・W・サイード、みすず書房） 2012.11　ISBN 4622077248
- 『サイード音楽評論 2』（エドワード・W・サイード、みすず書房） 2012.11　ISBN 4622077256
- 『フランス革命についての省察』（エドマンド・バーク、光文社、光文社古典新訳文庫） 2020.8　ISBN 4334754309